# Mitja Saje
Mitja Saje, slovenski sinolog, * 16. avgust 1947, Ljubljana.

## Življenje
Mitja Saje večinoma živi in dela v Ljubljani. Med študijem na Ekonomski fakulteti Univerze v Ljubljani, v času nekdanje neuvrščene Jugoslavije, je prepotoval dobršen del sveta: Evropo, ZDA, Severno Afriko, skupaj z Andrejem Bekešem preko Srednjega vzhoda in Indije na Japonsko in nato še Vzhodno Afriko in ZSSR. 
Vzporedno z ekonomijo je študiral tudi geografijo in sociologijo na Filozofski fakulteti Univerze v Ljubljani, kar je končal z diplomo prve stopnje. Po diplomi druge stopnje iz ekonomije leta 1972 je sodeloval s Centrom za proučevanje sodelovanja z deželami v razvoju (CPSDVR) ter se zaposlil v Izvršnem svetu skupščine RS kot svetovalec za gospodarski razvoj Slovenije in Jugoslavije. V tem času se je začel samostojno učiti kitajščino. Leta 1976 je odšel na študij na Kitajsko. Po polletnem tečaju kitajskega jezika v Pekingu je študij nadaljeval na Nanjinški univerzi (en:Nanjing University), kjer je magistriral iz kitajske zgodovine. Po vrnitvi v Ljubljano je začel voditi lektorat kitajskega jezika na Filozofski fakulteti Univerze v Ljubljani. Tu je leta 1994 doktoriral iz kitajske ekonomije v času dinastije Ming. 
Poročen je s slikarko Wang Huiqin. Skupaj s soprogo sta zaslužna za živahno kulturno izmenjavo med Kitajsko in Slovenijo.

## Akademska kariera
Večino svojega raziskovanja posveča kitajski ekonomiji, politiki, zgodovini in jeziku. Od leta 1995 je profesor na Katedri za sinologijo na Oddelku za azijske in afriške študije na Filozofski fakulteti Univerze v Ljubljani. Bil je med ustanovitelji oddelka in ga tudi vodil v letih 2003-2007. Leta 2015 se je upokojil, vendar še vedno predava. Leta 2016 je dobil naziv zaslužnega profesorja za pomemben prispevek k razvoju sinologije in azijskih študij v Sloveniji. Od leta 2007 predava kitajsko zgodovino tudi na Filozofski fakulteti Univerze v Zagrebu.
Je član Evropske zveze za Kitajske študije (EACS). Leta 2006 je bil glavni organizator in gostitelji XVI. konference EACS v Ljubljani.
Bil je ustanovni član revije Kulture iztoka, ustanovljene leta 1984 v Beogradu in član uredniškega odbora do leta 1990.
Med letoma 2008-2009 je sodeloval v projektu medkulturnega sodelovanja med EU in Kitajsko Hallerstein. V okviru tega projekta je imel predavanja na simpozijih o Hallersteinu v Sloveniji, Avstriji, Češki, na Portugalskem in v Pekingu na Kitajskem. Ob koncu projekta je uredil monografski zbornik o Hallersteinu v angleščini, ki je bil nato preveden tudi v kitajščino.  
Po svetovni finančni krizi 2009 se posveča predvsem proučevanju vključevanja Kitajske v svetovno gospodarstvo in ekonomskih problemov globaliziranega sveta. 

## Knjige
- Zgodovina Kitajske, Ljubljana: Slovenska matica 2015, ISBN 978-961-213-255-2,
- Tuje dinastije in trdnost kitajske tradicije - Zgodovina kitajske: Dinastiji Yuan in Ming, 2. razširjena izdaja, Znanstvena založba Filozofske fakultete Ljubljana 2014, ISBN 978-961-237-667-3
- Hallerstein –Liu Songling: The Multicultural Legacy of Jesuit Wisdom and Piety at the Qing Dynasty Court?, založba Kibla, Maribor 2009 ISBN 9789616304269 (COBISS),
- prevod zbornika v kitajščini z naslovom Siluowenniya zai Zhongguo de wenhua shizhe - Liu Songling (Slovenski kulturni poslanec na Kitajskem - Liu Songling), založba Daxiang, Zhengzhou 2014, ISBN 978-7-5347-7369-3
- Veličina tradicionalne Kitajske - Zgodovina Kitajske od dinastije Qin do Song, Znanstvena založba Filozofske fakultete, Ljubljana 2009  ISBN/EAN: 78961237300,
- dopolnjeni ponatis 2017, ISBN 978-961-237-926-1
- Zadnja dinastija in izzivi sodobnosti - Zgodovina Kitajske od vdora Mandžurcev do ustanovitve ljudske republike, Znanstvena založba Filozofske fakultete, Ljubljana 2004 ISBN 961-237-104-0,
- 2. razširjena izdaja 2018, ISBN 978-961-06-0007-7 (COBISS),
- Starodavna Kitajska - Zgodovina Kitajske od najstarejših časov do dinastije Qin, Ljubljana: Filozofska fakulteta, 2002, ISBN 961-237-018-4, (COBISS),
- ponatis 2010, ISBN 978-961-237-018-3,
- Tuji osvajalci in trdnost tradicionalne ureditve - Zgodovina Kitajske: Obdobje Yuan in Ming , Filozofska fakulteta, Ljubljana 1997, ISBN 86-7207-099-2, (COBISS),
- Obdobje Qing - zgodovina Kitajske - Od tradicionalne do moderne dobe, Študentska organizacija Univerze, Ljubljana 1994, ISBN 86-7347-058-7, (COBISS),
- Kitajsko-slovenski slovar, Filozofska fakulteta, Ljubljana 1990, OCLC 441628898, (COBISS).